# Rurik af Novgorod
Rurik (også skrevet Riurik, Rjurik gammel østslavisk: Рюрикъ fra norrønt eller Hrøríkʀ, født omkring 830, død 879) var en væringsk høvding blandt Rus', der i år 862 blev regent af Novgorod. Han er ifølge senere kilder grundlægger af Rurikdynastiet, der ifølge  Nestorkrøniken grundlagde og regerede Kijevriget og senere Zar-Rusland indtil Fjodor 1.'s død i 1598. Ifølge Nestorkrønioken blev Rurik efterfulgt som regent af Novgorod af Oleg, der regerede på vegne Ruriks umyndige søn Igor.
Arkælogiske udgravninger ved Ladoga har bekræftet, at byggestil og efterladenskaber svarer til dem, man kan finde i Jylland ved midten af det 8. århundrede.[kilde mangler]